# 蓮華寺池公園
蓮華寺池公園（れんげじいけこうえん）は、静岡県藤枝市若王子（にゃくおうじ）にある総合公園。周囲約1.5kmの蓮華寺池を中心に周辺に整備された公園である。面積は31.3ha（2023年6月現在）。1985年（昭和61年）に静岡自然100選に選ばれている。

## 概要
公園の中心にある蓮華寺池は、沼地だったところを江戸時代の初期に灌漑用の灌漑用のため池として堤防を整備した池である。池の名の由来は室町時代に蓮華寺という寺が北側の山にあったことに因んで名付けられた。1869年（明治2年）には干拓計画が持ち上がったが、地元の名主3人によって池のまま守られた。
1973年（昭和48年）8月に「蓮華寺池公園」として都市計画決定され、1985年（昭和60年）3月に供用を開始した。園内には2016年（平成28年）4月1日に蓮華寺池公園第2駐車場内に子育て支援施設「れんげじスマイルホール」がオープンした。
2021年度（令和3年度）末に再整備工事が完了した。

## 施設
園内の施設は、花の施設、水の施設、鳥の施設、広場等に分類されている。花の施設として、藤棚（約250本）、梅園（約300本）、桜（約1300本）が植栽されている。フジは藤枝市の花に制定されており、滝の広場、和風庭園、花菖蒲園横の各所に藤棚が併設されている。
また、水の施設として、滝の広場、泉の広場、ボート乗り場（民営）、鳥の施設として野鳥の森がある。

### 主な施設
ジャンボ滑り台
園内には3基のジャンボ滑り台がある。最上部に位置する滑り台は、老朽化により2016年度（平成28年度）から使用禁止となっていたため、2019年度（令和元年度）からの改修工事でステンレス製ローラーの滑り台（全長77m）に更新された。残りの2基も2009年度（平成21年度）に改修されている。
野外音楽堂
野外音楽堂は1984年度（昭和59年度）に整備され、藤まつりなどのイベントのほか、高校の合唱練習などに使用されている。2021年度（令和3年度）からの改修工事で観覧席147席、車椅子4区画、車椅子補助席6席となった。
花菖蒲園
約2000平方メートルに1500本のハナショウブが植え付けられており6月頃に見頃となる。2021年度（令和3年度）からの改修工事で、木道を人工擬木の耐久性のあるものに変更し、バリアフリー化も行われた。
ボート乗り場
公園の南に隣接する日本料理あずまそが運営している。料金は（ともに30分間）足こぎボート（4人から8人乗り）1050円、手こぎボート（2人乗り）840円。
若王子古墳群（にゃくおうじこふんぐん）・古墳の広場
公園西部の尾根にあり、5世紀から6世紀にかけての方墳や円墳がまとまっている。静岡県指定史跡。また28基の古墳からなる「古墳の広場」が整備されている。
子ども広場
大小多数のフィールドアスレチックが設置されている。
日本庭園
レストハウスの西隣にある約200坪の日本庭園。

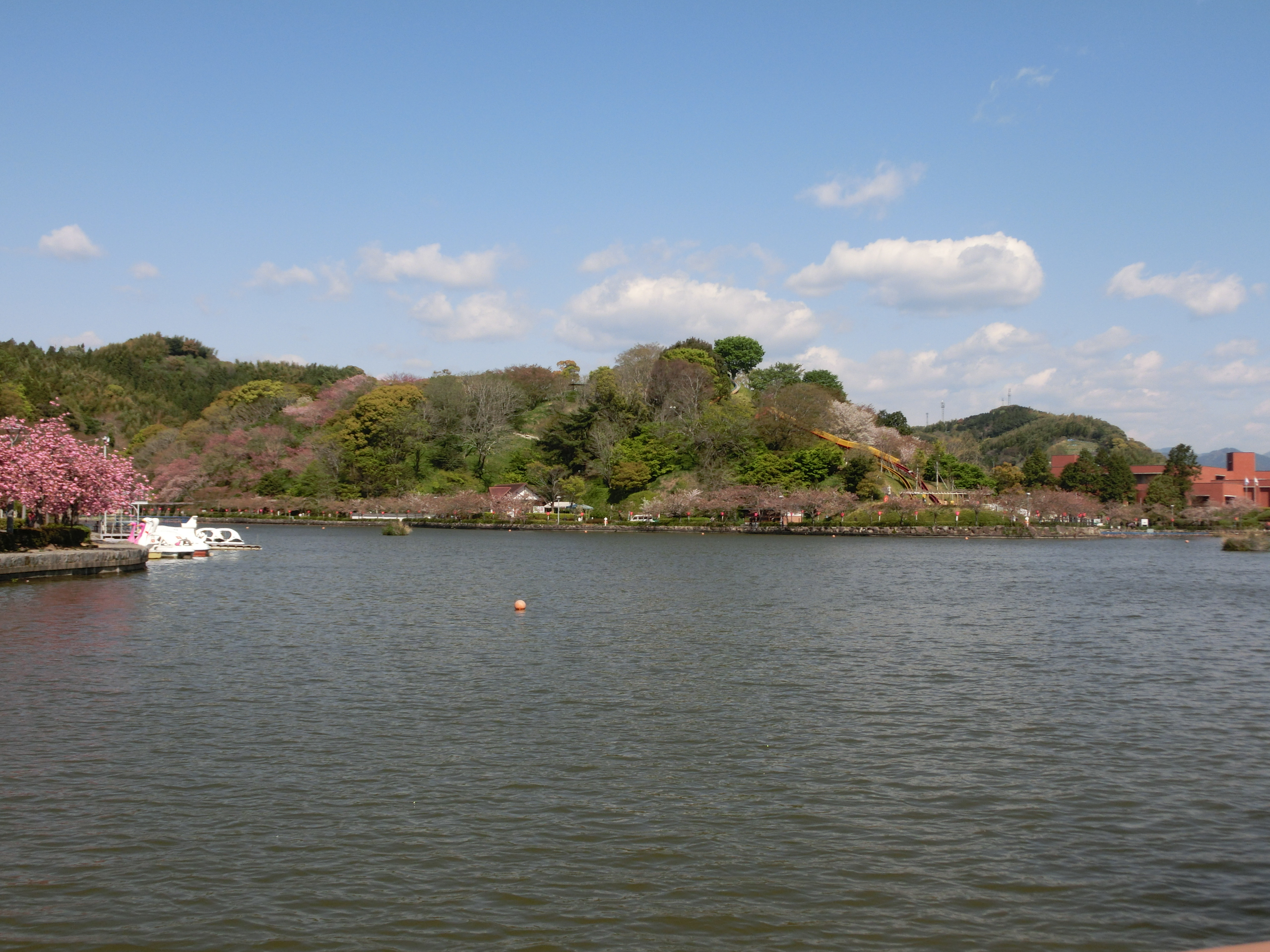
蓮華寺池（2018年4月8日撮影）
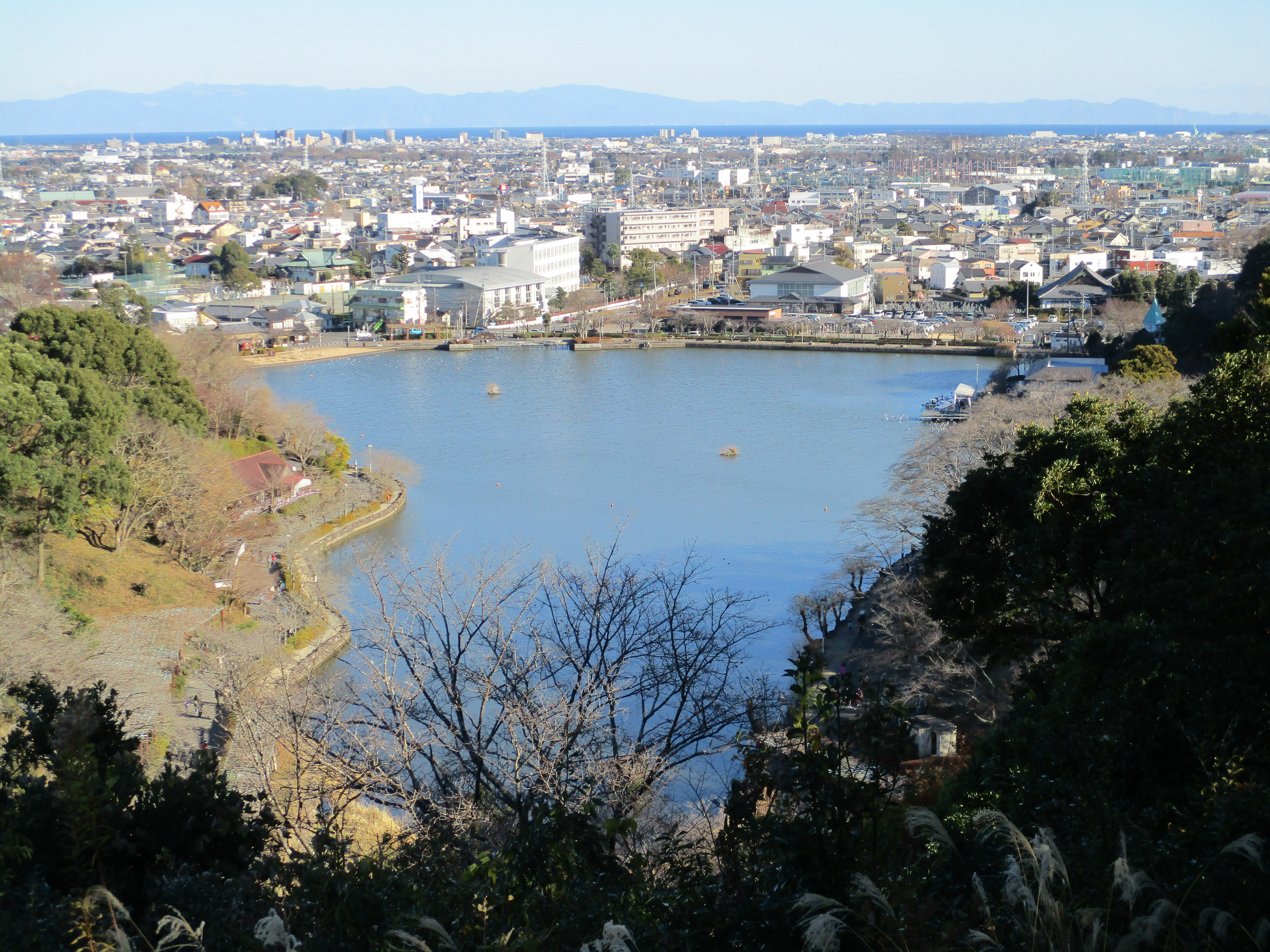
山の上から見る蓮華寺池（2023年1月撮影）
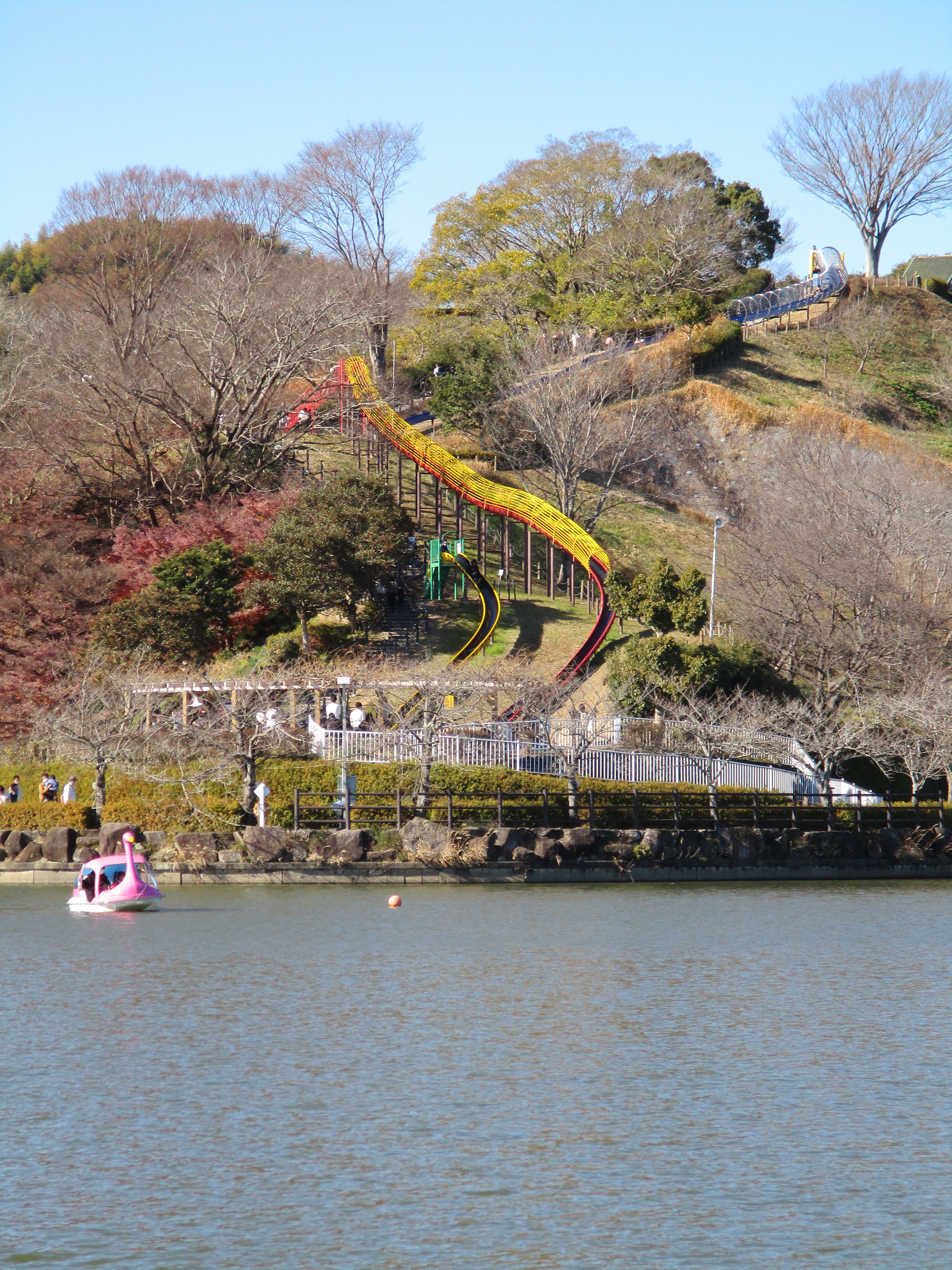
ジャンボすべりだい（2023年1月撮影）
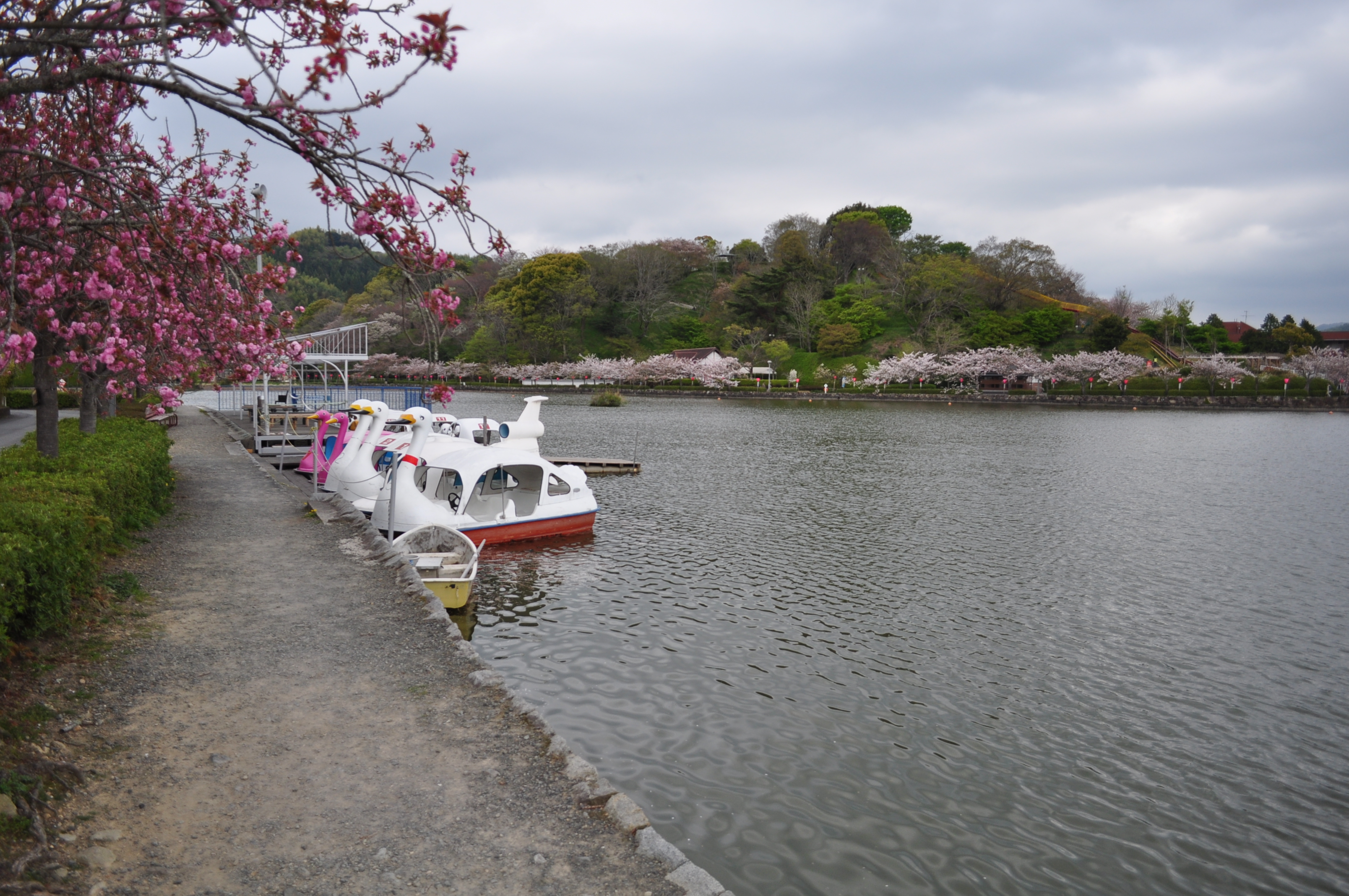
ボート（2018年4月5日撮影）
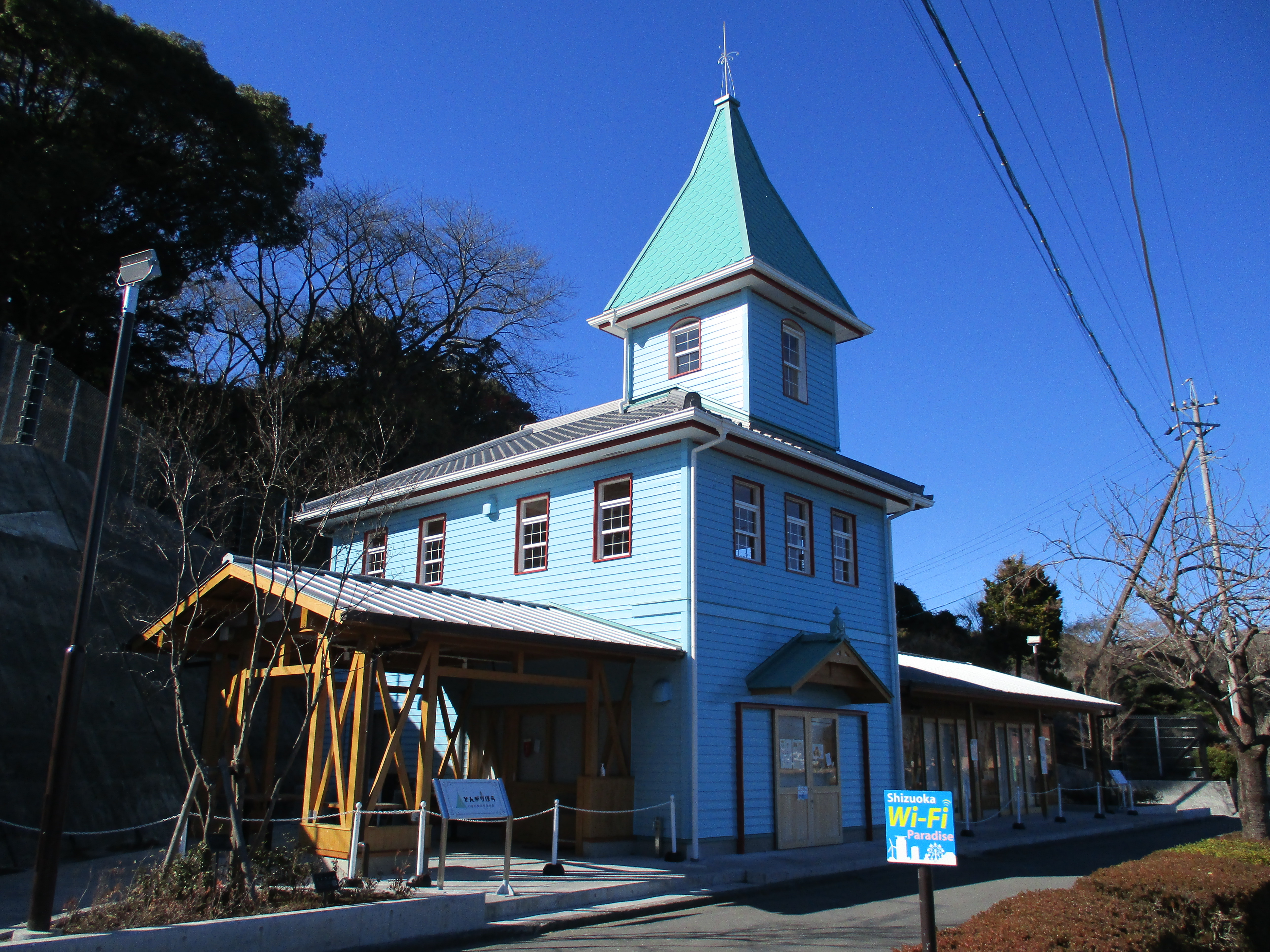
とんがりぼう（旧藤枝製茶貿易商館）（茶文化発信・観光交流拠点）（2023年1月撮影）

### 休憩施設
蓮華寺池公園案内所「レストハウスふじみ」
公園北側日本庭園横にある。案内所であるとともに売店兼蕎麦店で、落とし物の預かりや軽食の提供も行っている。名物は藤色のフジアイスクリーム。
あずまそ
公園南側にある日本料理店でボート乗り場の運営も行っている。
スターバックスコーヒー藤枝蓮華寺池公園店
2015年（平成27年）12月に公園内に開店した。

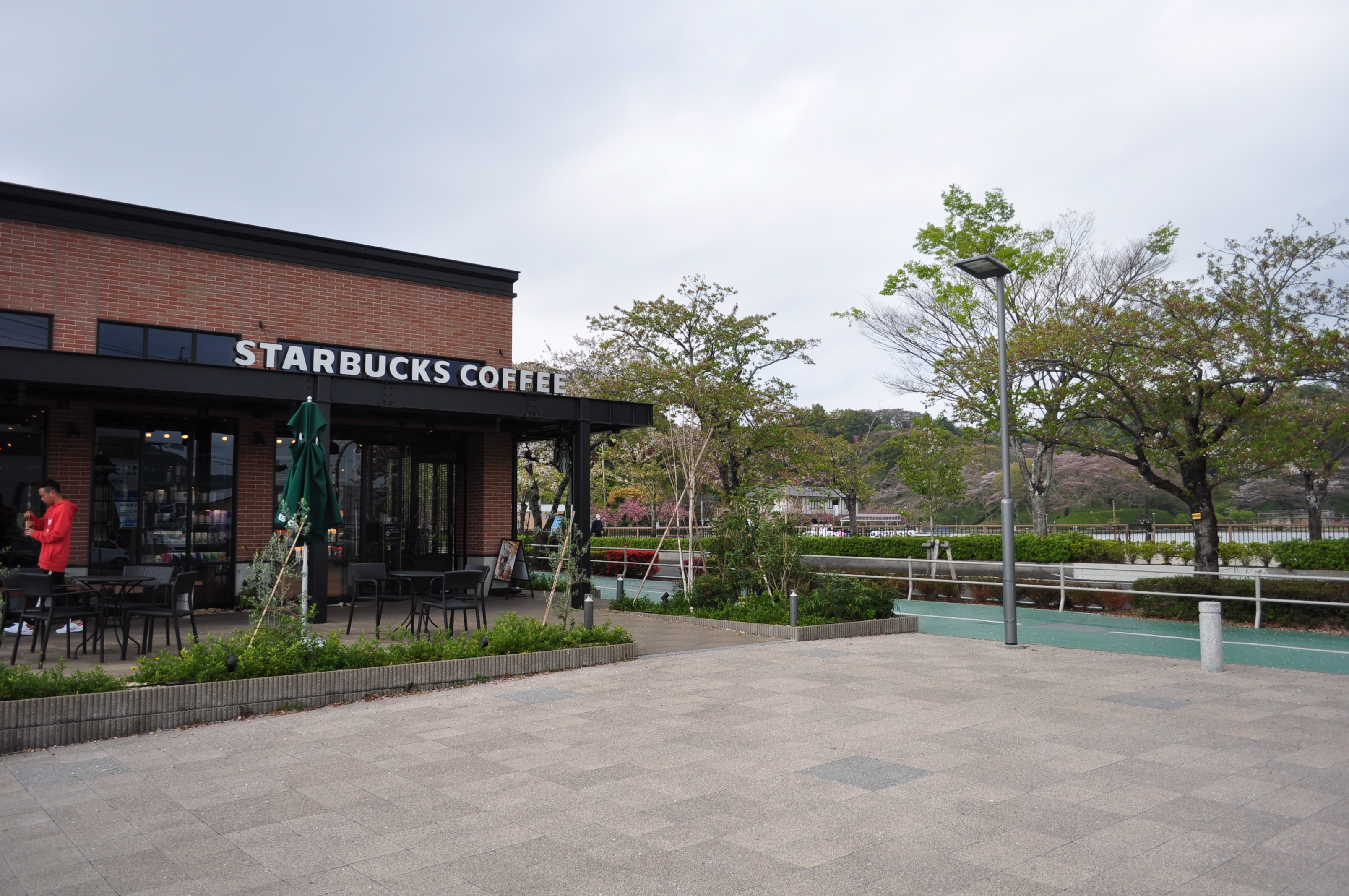
レストラン（2018年4月5日撮影）
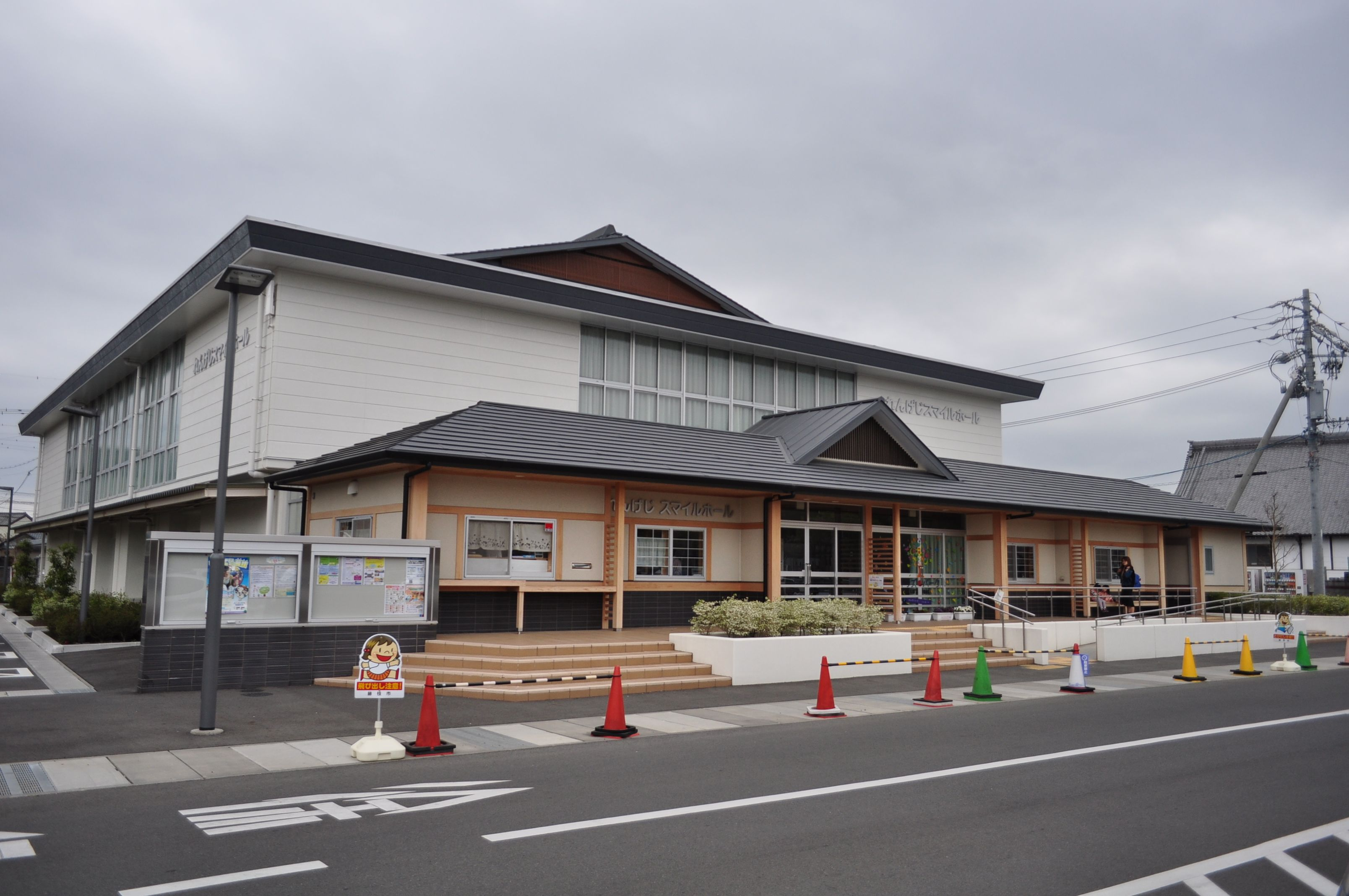
れんげじ スマイルホール（2018年4月5日撮影）

## 藤枝市郷土博物館・文学館
藤枝市郷土博物館・文学館
公園北部の駐車場に隣接した博物館施設。古墳についての説明や、郷土史についての資料が展示保存されている。要入館料。不定期で工作教室などを行っている。
機関車
郷土博物館・文学館の敷地内に、かつての静岡鉄道駿遠線（軽便鉄道）のB-15型蒸気機関車が展示保存されている。

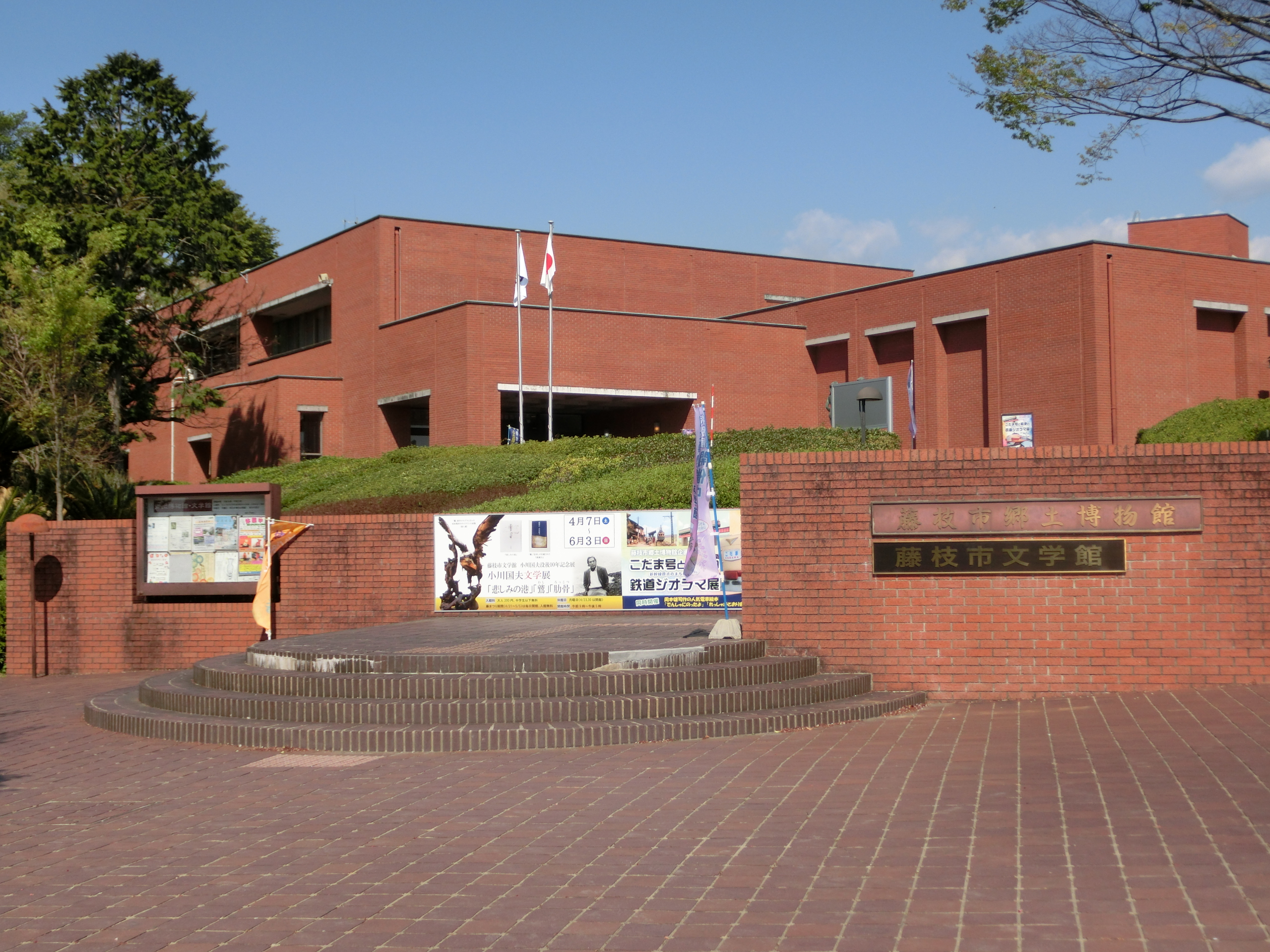
郷土博物館・文学館（2018年4月8日撮影）
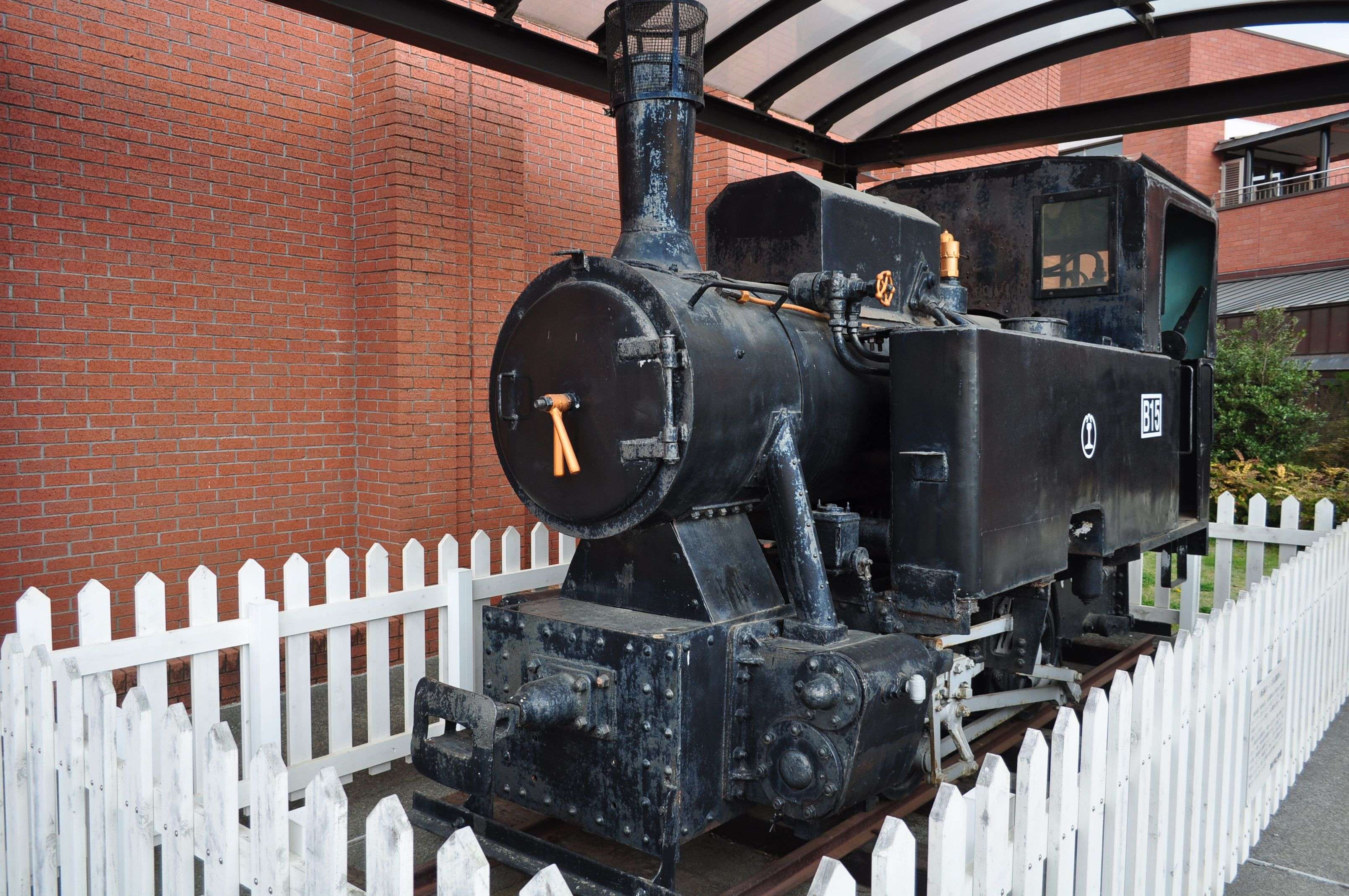
静岡鉄道B15形蒸気機関車（2018年4月5日撮影）

## 公園内の禁止事項

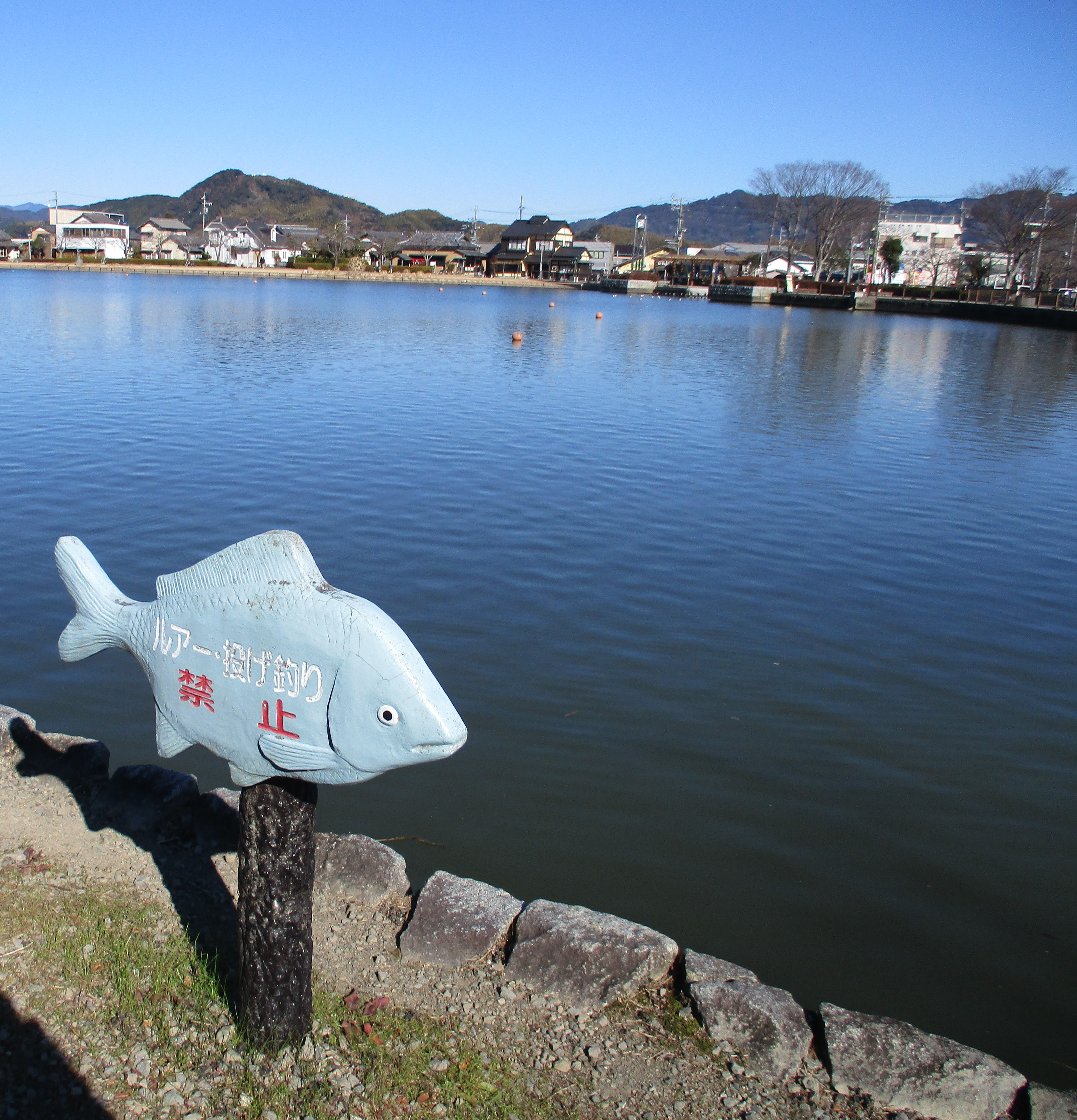
ルアー・投げつり禁止の看板（2023年1月撮影）

- 散策路内の車両（自転車含む）の進入禁止
- ルアーつり禁止

## 行事等
藤まつり
4月下旬から5月頃まで開催。県内外から観光客が訪れる。
花火大会
毎年8月7日に開催。

## 駐車場
- 第1駐車場（郷土博物館・文学館隣接）：収容台数200台[8]
- 第2駐車場（れんげじスマイルホール隣接）：収容台数約300台[8]

## アクセス
- しずてつジャストライン中部国道線、葉梨線（平日のみ運行）「蓮華寺池公園入口」停留所から徒歩約10分[8]。